# Habropoda zonatula
Habropoda zonatula är en biart som beskrevs av Smith 1854. Habropoda zonatula ingår i släktet Habropoda och familjen långtungebin. Inga underarter finns listade i Catalogue of Life.